# Theodor Petersen
Theodor Petersen, född 1875 i Trondheim, död 1952, var en norsk arkeolog, bror till Jan G. Th. Petersen.

## Arbete
Theodor Petersen var 1915–1948 ansvarig för Videnskabsselskabets oldsaksamling i Trondheim. Av de mer än 70 artiklarna han skrev kan nämnas Meldalsfunnene (1923) och Problemer i det nordenfjeldske Norges bosetningshistorie (1930).